# سبکتکین سالور
سبکتکین سالور (۱۳۰۲–۱۳۷۰)، شاهزاده قاجار، نویسنده و فیلمنامه‌نویس ایرانی بود.
او به تحقیق و نگارش داستان پیرامون تاریخ باستان ایران و رویدادهای اجتماعی شهرت داشت.
سالور تحصیلات ابتدایی را در دبستان فردوس تجریش و تحصیلات متوسطه را در دبیرستان فیروز بهرام به اتمام رسانید. سپس جذب مطبوعات شد. او در مجله پرتیراژ صبا نویسندگی را آغاز نمود. تدریجاً اسم و رسمی پیدا کرد و روی هم رفته در داستان پردازی تاریخی مهارت یافت.
وی علاوه بر مقالات و کتب در برنامه‌های رادیو و تلویزیون هم همکاری مستمر داشت.
سالور پس از انقلاب ۱۳۵۷ ایران را ترک کرد و در کانادا اقامت گزید. وی در اواخر آبان ماه سال ۱۳۷۰ درگذشت.

## آثار
- شهرآشوب، سلحشورانی که تاریخ ایران را رقم زدند
- قباد و قیام مزدکیان
- بدون عشق هرگز
- گرشاسب
- هووخشتره: پرتوی روشن بر زندگی نیای کوروش بزرگ
- مردی از جنوب
- نسل شجاعان (۵ جلد)
- دلاوران بدون شمشیر می‌جنگند
- قلعه قهرمانان
- قربانگاه
- دلاور
- پس از سی سال
- ب‍ن‍ی‍اد ش‍اه‍ن‍ش‍اه‍ی ای‍ران